# Art Style

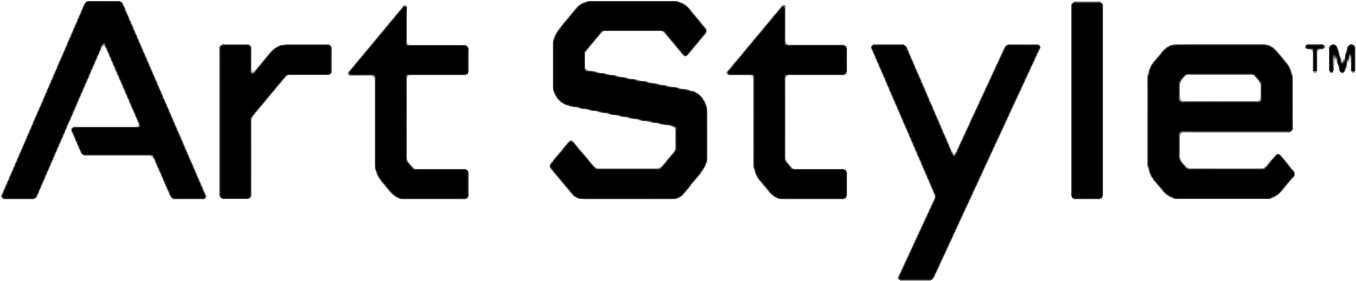
Logo della serie

Art Style è una serie di videogiochi pubblicati da Nintendo su WiiWare e DSiWare a partire dal 2008. Alcuni dei titoli, tra cui Orbient, Rotohex e Intersect, sono riedizioni dei videogiochi della skip Ltd. distribuiti in Giappone all'interno di bit Generations.
La serie è composta da cinque videogiochi per Wii, tre usciti nel 2008 e due nel 2010, e sette per Nintendo DSi, quest'ultimi ripubblicati per Nintendo 3DS sul Nintendo eShop.
I dodici titoli di Art Style, in ordine cronologico, sono:
- Orbient - remake di Orbital
- Cubello
- Rotohex - remake di Dialhex
- Aquite - Aquario in Giappone, Aquia in America
- PiCOPiCT - PiCTOPiCT in America, PiCTOBiTS in Australia
- Boxlife - Hacolife in Giappone
- Code - Decode in Giappone, Base 10 in America
- Nemrem - Somnium in Giappone, Zengage in America
- Kubos - Nalaku in Giappone, Precipice in America
- Intersect - remake di Digidrive
- Light Trax - Lightstream in Giappone, seguito di Dotstream
- Penta Tentacles - Rotozoa in America